# Aclerda takahashii
Aclerda takahashii (лат.) — вид полужесткокрылых насекомых-червецов рода Aclerda из семейства аклердиды (Aclerdidae).

## Распространение
Африка: Египет, Маврикий. Азия: Китай, Пакистан, Малайзия и Индия, Филиппины. Южная Америка: Бразилия. Океания: Гуам.

## Описание
Самки имеют удлинённо-овальную форму; ног, глаз и усиков нет (у самцов развиты) Ротовой аппарат с одночлениковым хоботком. Грудные дыхальца развиты, а брюшные отсутствуют.
Питаются соками таких злаковых растений, как Miscanthus, Saccharum spontaneum, Saccharum officinalis, Saccharum indicum, Saccharum arundinaceum, Thysanolaena agrostis (Poaceae).
Среди врагов паразитические наездники Aphelinidae (Botryoideclava bharatiya) и другие (Neoprochiloneurus, Nikolskiella); Trichomastus ; Promuscidae.
Вид был впервые описан в 1907 году энтомологом С. Куваной (Kuwana, S. I. ).
Таксон Aclerda takahashii включён в состав рода Aclerda вместе с таксонами Aclerda acuta, Aclerda andropogonis, Aclerda ariditatis и другими.